# Neulerchenfeld
Neulerchenfeld byl do roku 1892 samostatnou obcí a dnes je městskou částí v 16. vídeňském okrese Ottakring jako jedno z 89 katastrálních území.

## Gografie
Neulerchenfeld leží na východě vídeňského okresu Ottakring na vídeňském silničním okruhu. Katastrální území má plochu 60,15 hektaru. Hranice u okresu Ottakring probíhá podél Friedmanngasse, Haberlgasse, Thaliastraße a Habichergasse.

## Název místa
Název Lerchenfeld byl již znám v roce 1295 a takto se nazývala území, která se svými poli, pastvinami a vinohrady rozdělila mezi dnešní 7., 8. a 16. okres. Název Lerchenfang nebo Lärchenwald se odvozuje od německého výrazu skřivan (die Lerche), avšak jsou také teorie nad keltským, nebo slovanským původem.

## Historie
Místo bylo za druhého tureckého obléhání Vídně 1683 založené a zpustošené. Nejstarší část Ottakringu se svými statky kolem "Lamprechtskirche" byla úplně zničená a byla či nebyla již více vybudovaná. Mnoho pozůstalých se usídlilo nyní blíže chráněného města, protože se uprostřed lesů necítili bezpečně. Nové sídliště se nazývalo nejdříve "Unter-Ottakring". Pravděpodobně snad od roku 1703 se místo jako samostatná osada nazývalo "Neulerchenfeld". Ale na Lerchenfeldu byla ještě jiná osada. Místo osídlené blíže města Vídně dostalo název Altlerchenfeld. Díky výstavbě ochranných valů v roce 1704 byla obě osídlení od sebe oddělena. Osada se rychle rozvinula. Roku 1706 měla jen 25 domů, dále rychle rostla a roku 1732 měla obec 150 domů a 3 000 obyvatel. Z počátku měla obec jen tři ulice (dnešní "Gaullachergasse", "Neulerchenfelder Straße" a "Grundsteingasse"). Měla obecní dům se špitálem, chudobinec, soud a ponocného, vystavěla se brzy ulice "Brunnengasse", která však 1788 přesídlila do „Neulerchenfelderstraße“. Mimo to byl postaven také dům pro školu. Z důvodů morové epidemie v roce 1713 byl založený morový hřbitov, poblíž současného Neulerchenfelderského farního kostela, který byl později rozšířený k obecnímu hřbitovu. Hřbitov přestál do roku 1832, byl nejprve zrušený a 1888 odstraněn. 

Zatímco Ottakring po velkém požáru v roce 1830 dosáhl vzestupu, bylo rozrůstání Neulerchenfeldu z důvodu chybějících ploch nepatrné. V revolučnímu roku 1848 se Neulerchenfeld bránil úspěšně, nakonec ale byla obec dobyta císařským vojskem 29. října. K rozvoji samostatné obce Neulerchenfeldu došlo až po roce 1872. Od sousedních osad Fünfhaus, Rudolfsheim a Breitensee obec odkoupila části území, z části je upravila a zastavěla obytnými stavbami. Zvýšenou výstavbou se počet obyvatel mezi lety 1850 a 1890 zvýšil z šesti tisíc na 45 tisíc. Obec byla zastavěna domy s více podlažními nájemnými byty zastavěna, jen 39 ze 600 domu bylo přízemních.
Po připojení vídeňských předměstí v roce 1850 bylo na přání císaře Františka Josefa I. (1830-1916) při projevu v roce 1888 o dolnorakouské reorganizaci, chtěl sloučit Vídeň s předměstími. Zákon byl vyhlášen s platností od 1. ledna 1892. Navzdory nesouhlasu proti připojení obcí byl Ottakring a Neulerchenfeld spojeny v 16. městský okres Ottakring.

## Kultura a pamětihodnosti

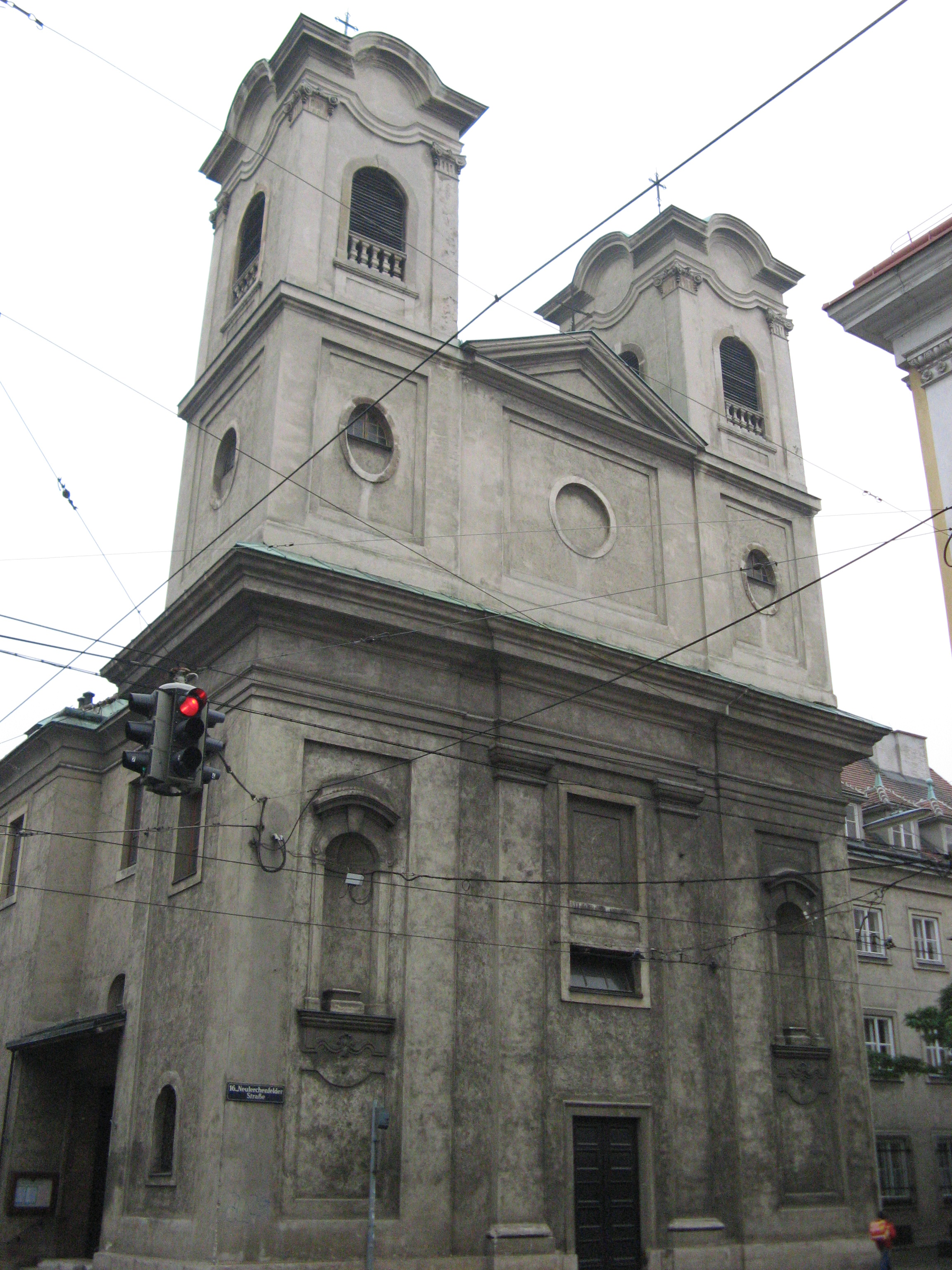
Neulerchenfeldský farní kostel

- Barokní římskokatolický Neulerchenfelderský kostel byl postaven mezi lety 1733-1753 a roku 1757 zasvěcen Bolestné Matce Boží.
- Druhý římskokatolický farní kostel je strohý se jménem „Marie“, dostavěný v roce 1974.
- Architektonicky pozoruhodná je z roku 1962/63 hlavní škola v Grundsteingasse 48, dílo architekta Ernsta Lichtblaua. Je stejně jako Neulerchenfelderský farní kostel pod památkovou ochranou.[1]

## Hospodářství a infrastruktura
Zatímco sousední Ottakring zůstal rolnického rázu, který žil z pěstování vinné révy, Neulerchenfeld byl ovlivněn zahradnictvím. Ovoce i byliny se prodávaly na okolních trzích. Mimoto se v místě usadili řemeslníci. Ve druhé polovině 18. století získaly na významu výčepní živnosti. Díky ochranného valu (Linienwallu) mohla předměstí nabízet své produkty levněji, ostatně Neulerchenfeld ležel na rozdíl od jiných obcí blízko ochranného valu a byl pro obyvatele předměstí přístupnější.
103 ze 150 domů mělo v té době hostinskou koncesi, 86 ji provozovali trvale. Mnohé hostince nabízeli přitom ne více než tři až čtyři stoly s lavicemi. Kolem roku 1800 označil historik Franz Anton de Paula Gaheis Neulerchenfeld jako "největší hospodu Svaté říše římské"
Na počátku 18. století se v Neulerchenfeldu usídlilo také více dělníků, kteří pracovali v textilních závodech v dnešním 3. okrese a bydleli levněji v Neulerchenfeldu. Velkou industrializací nedostával se dostatek míst, proto 1862 vznikly např. tři továrny (výroba papírenská, svíček, hudebních nástrojů), kde bylo více míst v dílenských provozech. Naopak počet pohostinství byl stále výrazně velký, mimoto se v oblasti dnešního Gürtelu vyvinul malý Prater.
Již od 1786 na severu od Neulerchenfeldu vznikl Brunnenmarkt, nato Naschmarkt, dvě největší městské tržnice ve Vídni.
Lidová univerzita Ottakring na "Ludo-Hartmann-Platz" vzniklla na Volksheim Ottakringu, postavené již roku 1901, zejména v meziválečné době hrála kulturně osvětovou a politickou úlohu. V budově z roku 1884/1885, kde býval špitál princezny Stephanie v Neulerchenfeldu je nyní Městská hudební škola Vídně.

## Osobnosti
- Joseph Leitgeb (1732-1811) – legendární hornista
- Michael Pamer (1782–1827) – skladatel a hudebník
- Johann Dubez (1828–1891) – skladatel a hudebník
- Josef Baldia (1845–1912) – architekt
- Johann Schrammel (1850–1893) – skladatel a hudebník